# Escolives-Sainte-Camille
Escolives-Sainte-Camille is een gemeente in het Franse departement Yonne (regio Bourgogne-Franche-Comté) en telt 679 inwoners (1999). De plaats maakt deel uit van het arrondissement Auxerre.

## Geografie
De oppervlakte van Escolives-Sainte-Camille bedraagt 7,5 km², de bevolkingsdichtheid is 90,5 inwoners per km².
De onderstaande kaart toont de ligging van Escolives-Sainte-Camille met de belangrijkste infrastructuur en aangrenzende gemeenten.

## Demografie
Onderstaande figuur toont het verloop van het inwonertal (bron: INSEE-tellingen).